# Mischa Kamp
Mischa Kamp (* 7. August 1970 in Rotterdam) ist eine niederländische Filmregisseurin.

## Werdegang
Kamp studierte ab 1989 Kommunikationswissenschaften an der New School for Information Services in Amsterdam. 1991 wechselte sie an die Nederlandse Film en Televisie Academie, wo sie 1996 mit dem Kurzfilm Mijn moeder heeft ook een pistool abschloss. Noch im selben Jahr war sie an der VPRO-Sendung Waskracht! beteiligt. Nach mehreren Dokumentar- und Kurzfilmen wurde sie 2005 durch den Kinderfilm Ein Pferd für Winky bekannt. 2007 drehte die Regisseurin auch die Fortsetzung Wo ist Winkys Pferd?. Nach weiteren Fernsehfilmen erschien 2012 der Familienfilm Tony 10 in den Kinos. Mit Jongens erschien 2014 wieder ein Fernsehfilm von Kamp, der jedoch aufgrund des großen Erfolges nachträglich auch in die Kinos kam.

## Filmografie (Auswahl)
- 1996: Mijn moeder heeft ook een pistool
- 1996: Waskracht!
- 2002: De sluikrups
- 2004: Zwijnen
- 2005: Ein Pferd für Winky (Het paard van Sinterklaas)
- 2007: Wo ist Winkys Pferd? (Waar is het paard van Sinterklaas?)
- 2007: Adriaan
- 2008: De fuik
- 2008: Vanwege de Vis
- 2010: Sweet Desire (LelleBelle)
- 2012: Tony 10 (Tony 10)
- 2014: Jongens (Jongens)
- 2019: Romys Salon

## Belege
1. ↑  Mischa Kamp. In: LinkedIn. Abgerufen am 22. November 2016.
2. ↑  Mischa Kamp. International Documentary Film Festival Amsterdam, archiviert vom Original (nicht mehr online verfügbar) am 23. November 2016; abgerufen am 22. November 2016 (niederländisch).  Info: Der Archivlink wurde automatisch eingesetzt und noch nicht geprüft. Bitte prüfe Original- und Archivlink gemäß Anleitung und entferne dann diesen Hinweis.

| Personendaten    | Personendaten                   |
| ---------------- | ------------------------------- |
| NAME             | Kamp, Mischa                    |
| KURZBESCHREIBUNG | niederländische Filmregisseurin |
| GEBURTSDATUM     | 7. August 1970                  |
| GEBURTSORT       | Rotterdam                       |